# エスタジオ・マジョール・アントニオ・コウト・ペレイラ
エスタジオ・マジョール・アントニオ・コウト・ペレイラ（Estádio Major Antônio Couto Pereira）は、ブラジル・パラナ州クリチバにあるサッカー専用スタジアム。コリチーバFCがホームスタジアムとして使用している。単にエスタジオ・コウト・ペレイラ (Estádio Couto Pereira)とも呼ばれる。

## 概要
1927年、クリチバ市街地の北東で建設工事がスタートし、1932年11月10日にコリチーバFC対アメリカFCの試合でこけら落としとなった。開場から70年以上大規模な改修工事が行われていなかったが、2005年に5ヶ月の期間をかけて改修工事に着手。現在のスタジアムに近い姿となった。2010年代に入ってからは新スタジアムへの移転なども検討されたが、2012年10月にVIP席やインフラ、記者席などを含めたスタジアム全体の近代化を進める工事計画が発表され、2014年に竣工した。

## 開催された主な試合
- 国際Aマッチ

| 日付          | ホームチーム   | 結果 | アウェーチーム | ラウンド                      |
| ------------- | -------------- | ---- | -------------- | ----------------------------- |
| 1972年6月11日 | ボリビア       | 0-3  | ペルー         | タッサ・インデペンデンシア    |
| 1972年6月14日 | ユーゴスラビア | 10-0 | ベネズエラ     | タッサ・インデペンデンシア    |
| 1984年6月21日 | ブラジル       | 1-0  | ウルグアイ     | 親善試合                      |
| 1986年5月7日  | ブラジル       | 1-1  | チリ           | 親善試合                      |
| 2001年10月7日 | ブラジル       | 2-0  | チリ           | 2002 FIFAワールドカップ・予選 |

## ギャラリー

メインスタンド (2008年)
北スタンド (2008年)
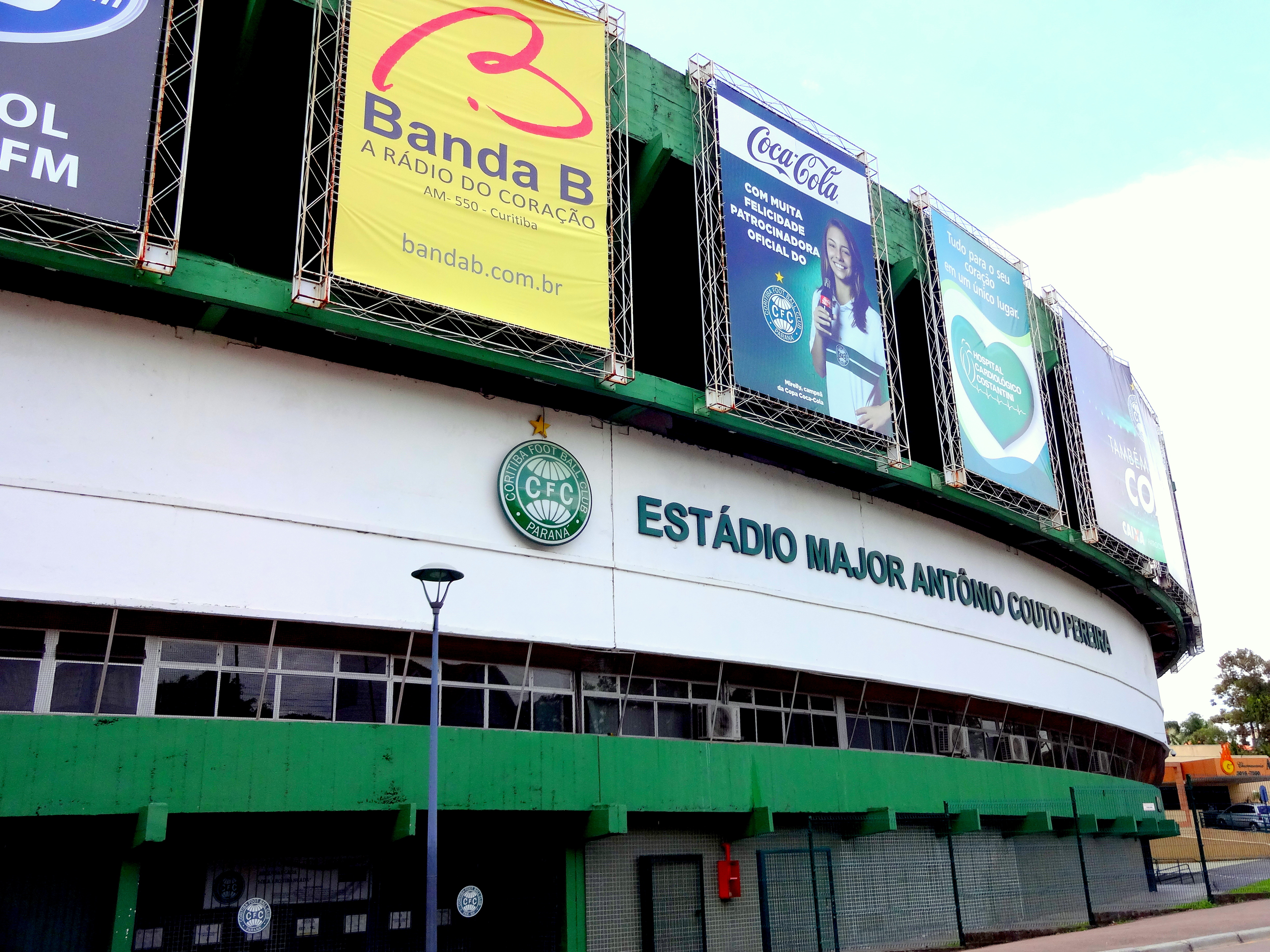
メインスタンド外観 (2011年)
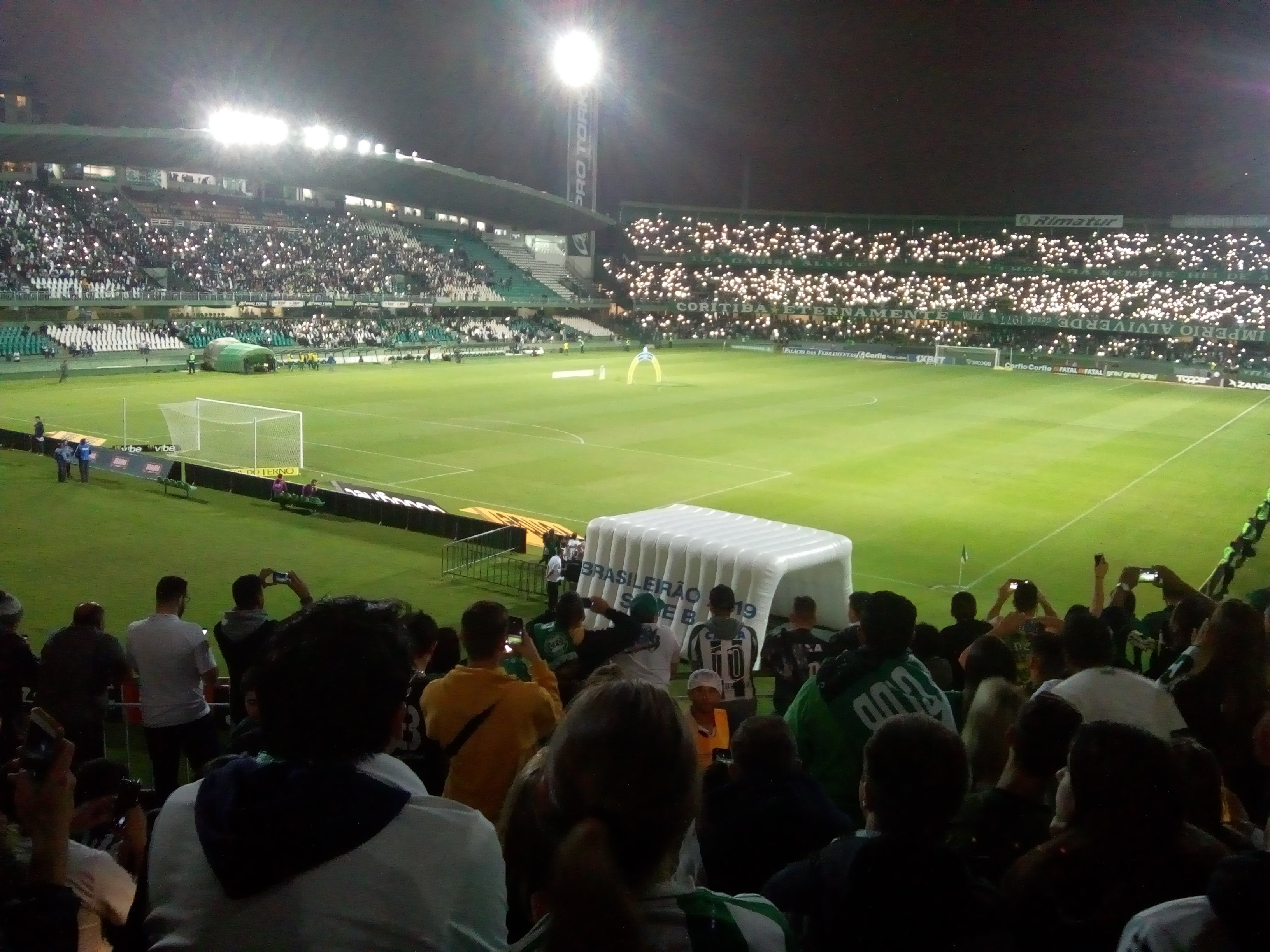
2019年の内観
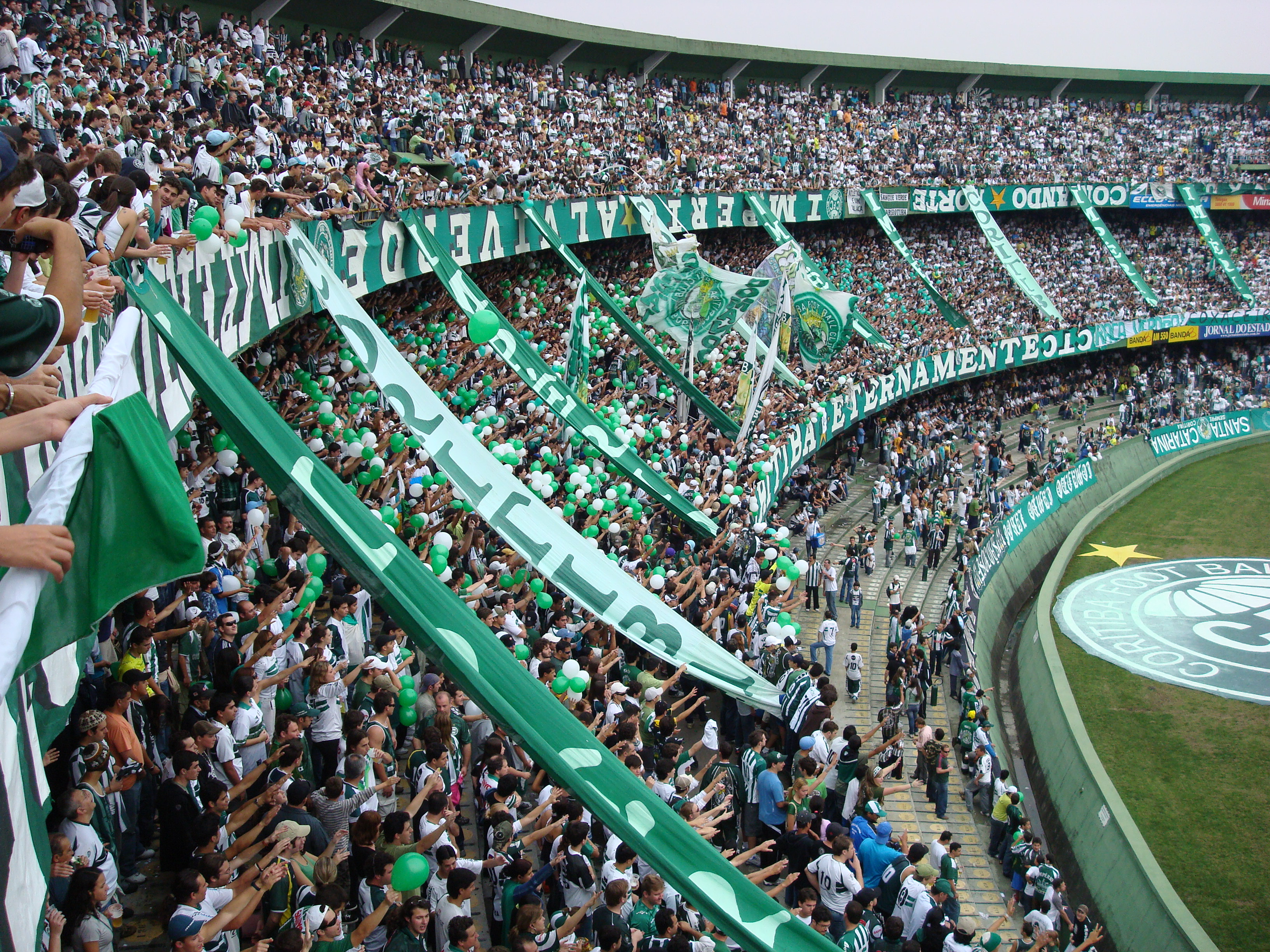
試合中のサポーター (2007年)